# خویشاوندی سببی
خویشاوندی سببی (به انگلیسی: Affinity) خویشاوندی است که به واسطه ازدواج پدید می‌آید؛ و در فقه به افرادی که به واسطه ازدواج با یک شخص خویشاوند می‌شوند، محارم سببی می‌گویند که موارد زیر را در بر می‌گیرد:
- پدر و مادرِ همسر یعنی پدرشوهر و پدرزن و مادرشوهر و مادرزن هرچه بالاتر رود. مانند پدربزرگ شوهر.
- همسرِ پدر (نامادری)
- همسرِ مادر (ناپدری)
- همسرِ فرزند (داماد و عروس)
- فرزند ناتنی (ناپسری و نادختری) یعنی فرزند همسر از سایر همسرانِ او - شوهر پیشین و زن پیشین یا زن دیگر در صورت چندهمسری - هر چه پایین‌تر رود پس از دخول جنسی از پیش یا پس به‌اندازهٔ ختنه‌گاه با همسر کنونی. مانند نوهٔ همسر.

گفتنی‌است پدرخوانده و مادرخوانده که کودکی را به سرپرستی گرفته‌اند با فرزندخوانده محرم نمی‌شوند هرچند در قانون ایران ازدواج با فرزندخوانده با محدودیت روبرو بوده و پس از فسخ سرپرستی تنها با تشخیص مصلحت دادگاه و اخذ نظر سازمان بهزیستی ممکن است.